# Pokrajinski narodnooslobodilački odbor za Istru
Pokrajinski narodnooslobodilački odbor za Istru, vrhovno pokrajinsko tijelo narodnooslobodilačke vlasti, osnovano na zasjedanju predstavnika naroda Istre (Hrvata i Talijana) 25. i 26. rujna 1943. (Dan donošenja Odluke o sjedinjenju Istre, Rijeke, Zadra i otoka s maticom zemljom Hrvatskom) u Pazinu. Na tom je sastanku potvrđena odluka Okružnoga NOO-a o odcjepljenju Istre od Italije i ujedinjenju s maticom zemljom Hrvatskom (Pazinske odluke). Istra se „priključuje matici zemlji i proglašuje ujedinjenje s ostalom našom hrvatskom braćom.“  Ova odluka već 20. rujna 1943. postaje dijelom hrvatskog pravnog sustava „Odlukom ZAVNOH-a o priključenju Istre, Rijeke, Zadra i ostalih okupiranih krajeva Hrvatskoj“. Odluka je godine 1947. potvrđena Pariškim mirovnim ugovorom. Objavljen je sastav predsjedništva (Joakim Rakovac, Vjekoslav Stranić i Ante Cerovac), imena desetorice članova i 16 sudionika. Doneseno je devet zaključaka, objavljenih u Proglasu istarskom narodu 26. rujna 1943., kojima su ukinuti fašistički zakoni, a Talijanima priznata sva nacionalna prava. U proglasu se Istrani pozivaju da se odazovu mobilizaciji NOV-a i da upišu Zajam narodnog oslobođenja, koji je raspisao ZAVNOH za pomoć stradalima u NOB-u. Pokrajinski je NOO potkraj listopada preustrojen, tako da je djelovao u sastavu: J. Rakovac, predsjednik, A. Cerovac, tajnik, Drago Ivančić, Miho Milanović, Silva Kopitar, Alma Pikunić, Božo Kalčić, Ćiro Raner, Srećko Štifanić i Ante Mauša-Mirko. Na sastanku 23. siječnja 1944. preimenovan je u Oblasni NOO za Istru, koji je pod tim imenom djelovao do kraja rata. Istodobno su osnovani okružni NOO-i.